# Combustion Engineering

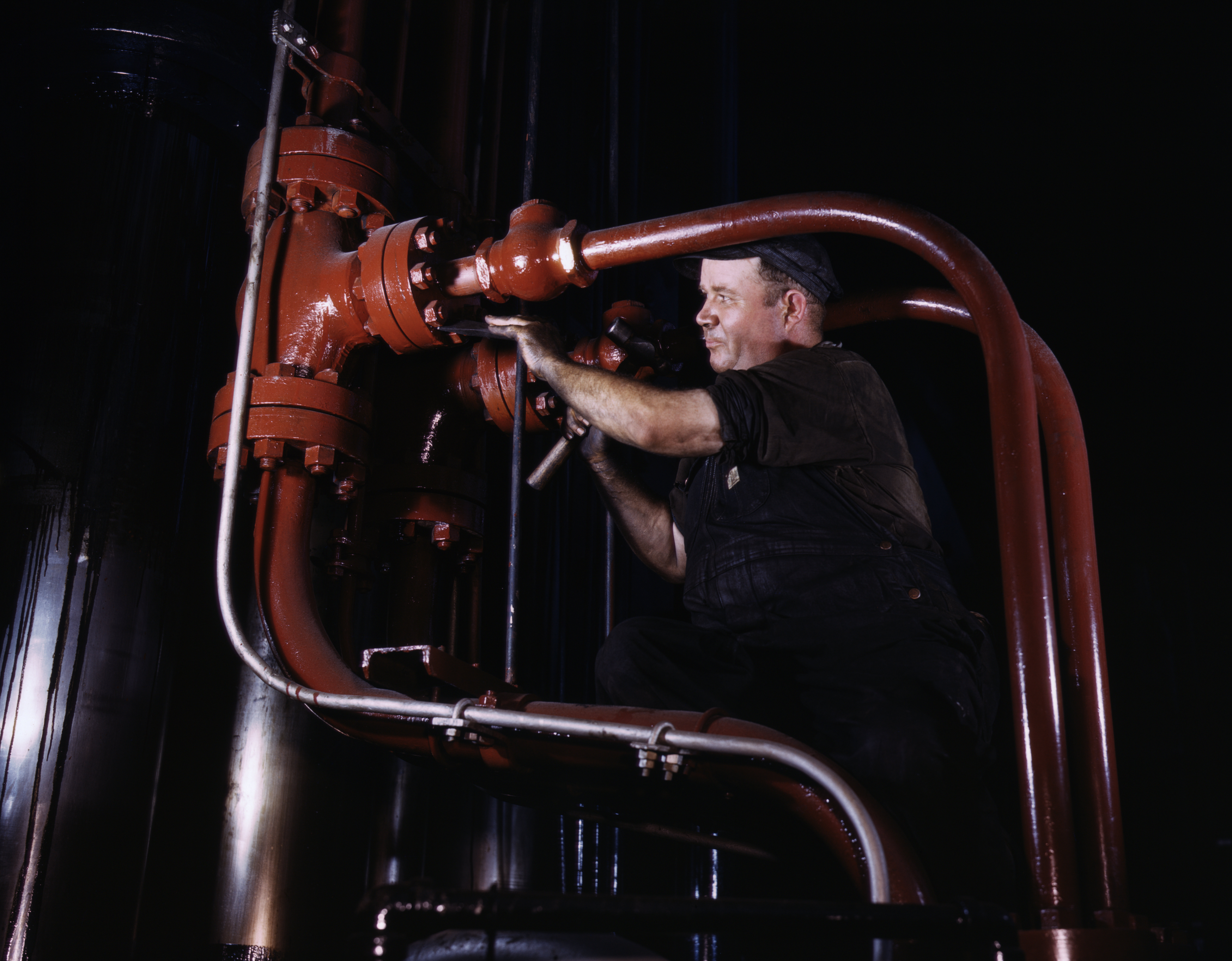
Arbeiter bei der Combustion Engineering, 1942

Combustion Engineering (abgekürzt C-E) ist ein ehemaliger US-amerikanischer Hersteller von konventionellen und nuklearen Dampferzeugern.
Combustion Engineering entstand 1912 aus einem Zusammenschluss der Unternehmen Grieve Grate Company und American Stoker Company, beide auf Rostfeuerungen, insbesondere für Kohle, spezialisiert. Später wurde auch das Unternehmen The Locomotive Superheater Company integriert.
Das Unternehmen wuchs schnell zu einem der führenden Hersteller von Dampfkesseln und Feuerungen in Nordamerika heran. C-E stellte Kessel für Dampflokomotiven, Dampfschiffe (z. B. alle Fregatten der Knox-Klasse) und Kraftwerke jeder Größe her.
Daneben stieg C-E auch in den Bereich der nuklearen Dampferzeuger ein: Zunächst wurden Reaktoren für Atom-U-Boote der U.S. Navy entwickelt. C-E baute eigens hierfür im Auftrag der U.S. Navy und des US-Energieministeriums das Forschungslabor Knolls Atomic Power Laboratory auf. Der Reaktor S1C bzw. S2C kam auf der Tullibee zum Einsatz.
Später lieferte das Unternehmen auch zivile Reaktoren für zahlreiche amerikanische Kernkraftwerke, z. B. als erstes Palisades, später Waterford, Arkansas One und viele andere.
Zu Spitzenzeiten beschäftigte C-E an die 30.000 Mitarbeiter, unterhielt zahlreiche Standorte und Tochterunternehmen.
Im Jahr 1990 wurde C-E an ABB verkauft und dort integriert. Als schwere Hypothek brachte C-E riesige Schadenersatzklagen von Asbest-Opfern mit, für die ABB als Rechtsnachfolger einstehen musste und die ABB 2002 fast in den Bankrott trieben. Zu diesem Zeitpunkt hatte sich ABB bereits wieder von C-E getrennt, denn als ABB 2000 seinen Geschäftsbereich Power Generation (Kraftwerkstechnik) an Alstom abgab, ging der CE-Bereich für konventionelle Kessel mit zu Alstom und wurde später mit Alstom Power USA, Inc. verschmolzen. Seit 2014 ist dieser Teil als Arvos Group eigenständig. Der CE-Bereich Nukleartechnik ging an Westinghouse Electric Company.